# Kurd Gottlob von Knobelsdorff
Kurd Gottlob von Knobelsdorff, auch Karl Gottlob von Knobelsdorff (* 26. Juni 1735 in Kossar; † 24. Februar 1807 in Berlin) war ein preußischer Generalmajor und Kommandant der Festung Stettin.

## Leben

### Herkunft
Er entstammte dem Uradelsgeschlecht von Knobelsdorff und war der Sohn von Johann Friedrich von Knobelsdorff (1693–1760), preußischem Oberforstmeister und Erbherrn auf Kunow, Bobersberg und Kuckedel, und dessen Ehefrau Wilhelmine Charlotte, geborene von Kalkreuth (1705–1761) aus dem Hause Ogersitz. Sein Bruder August Rudolf (1727–1794) wurde ebenfalls preußischer General, sein Bruder Alexander sogar Generalfeldmarschall.

### Militärkarriere
Knobelsdorff kam 1749 als Page zum preußischen König Friedrich II. Am 30. November 1752 kam er als Fähnrich in das Infanterieregiment „Prinz Heinrich“ mit Patent vom 11. November 1752. Am 2. Oktober 1756 wurde er Sekondeleutnant, bevor er in den Siebenjährigen Krieg zog. Knobelsdorff kämpfte bei Prag, Kolin, Roßbach, Leuthen und Torgau. In dieser Zeit wurde er am 7. Februar 1758 Premierleutnant und am 9. Januar 1762 Stabskapitän.
Am 29. Mai 1765 wurde er Kapitän und Kompaniechef. Als solcher nahm er am Bayerischen Erbfolgekrieg teil. Am 24. Mai 1781 wurde Knobelsdorff Major und am 15. Juni 1785 als Kommandeur in ein Grenadierbataillon versetzt. Am 13. August 1790 wurde er Oberstleutnant und kam am 24. Mai 1791 als Kommandeur in das Depotbataillon des Infanterieregiments „von Tiedemann“. Etwas später am 14. Juni 1791 wurde er zum Oberst befördert. Am 20. Juli 1792 kam er dann als Kommandeur zum Depotbataillon des Infanterieregiments „Kronprinz“.
Am 4. August 1797 wurde er zum Kommandanten der Festung Stettin mit einem Gehalt von 1100 Talern ernannt und stieg in dieser Stellung am 2. September 1798 zum Generalmajor auf.
Als die Franzosen im Vierten Koalitionskrieg auf Stettin vorrückten und sich das preußische Feldheer nach der Schlacht bei Jena und Auerstedt sowie der Kapitulation von Prenzlau am Vortag in weitgehender Auflösung befand, kapitulierte Stettin – wie eine Reihe anderer preußischer Festungen – unter seinem Gouverneur, dem 77-jährigen Generalleutnant Friedrich Gisbert Wilhelm von Romberg, am 30. Oktober 1806. Zuvor hatte sich in einem Kriegsrat kein Offizier entschieden gegen die Übergabe der Stadt ausgesprochen. Knobelsdorff als Kommandant der Festung Stettin hatte ebenso wie der Vizekommandant der Festung und Kommandant des Forts Preußen, Generalmajor Bonaventura von Rauch, der Übergabe trotz militärischer Überlegenheit gegenüber den 800 französischen Reitern unter Führung ihres Generals Antoine Charles Louis de Lasalle zugestimmt.
Knobelsdorff wurde deshalb inaktiv gestellt und am 1. Dezember 1806 ohne Abschied entlassen. Vergleichbare Strafen ließ König Friedrich Wilhelm III. mit seinem „Ortelsburger Publicandum“ vom 1. Dezember 1806 gegen alle Generäle und Stabsoffiziere ergehen, die sich ähnlich wie Knobelsdorff verhalten hatten.
Knobelsdorff starb am 24. Februar 1807 in Berlin und wurde vier Tage später auf dem Berliner Garnisonsfriedhof beigesetzt.

### Familie
Knobelsdorff heiratete 1765 in Spandau Karoline Helene von Oppen († 1780). Das Ehepaar hatte folgende Kinder:
- Heinrich Alexander Karl (1764–1807), preußischer Major a. D.

⚭ Sophie Frederike Johann von Knobloch (1766–1798) aus dem Hause Pessin
⚭ 1. November 1798 Luise von Lobenthal (1768–1839)
- Friedrich August Karl (* 1766)
- Wilhelmine Ulrike (1774–1831) ⚭ 1798 Friedrich Heinrich Karl von Hünerbein (1762–1819), preußischer Generalmajor

Nach dem Tod seiner ersten Frau heiratete er am 6. März 1786 in Nauen Wilhelmine Friederike Sophie von Kropff (1755–1835). Aus dieser Ehe gingen folgende weitere Kinder hervor:
- Alexander Friedrich Adolf (1788–1848), preußischer Generalleutnant

⚭ 01. Mai 1815 Alexandra von Gäfertsheim (1796–1828)
⚭ 23. August 1830 Ulrike Eleonore von Hünerbein (1804–1832), Cousine, Tochter von Friedrich Heinrich Karl von Hünerbein
⚭ 02. Oktober 1834 Auguste von Beust (1810–1887)
- Karl Wilhelm August Ernst Emil (1792–1877), preußischer Oberst ⚭ 18. Oktober 1823 Klara Müllner (1805–1883), Eltern des preußischen Generalmajors und Heraldikers Wilhelm von Knobelsdorff